# Congo (film 1956)
Congo (Congo Crossing) è un film del 1956 diretto da Joseph Pevney.
È un film d'avventura statunitense con Virginia Mayo e George Nader.